# Fuji Dream Airlines
Fuji Dream Airlines Co., Ltd. (FDA) (株式会社フジ ドリーム エアラインズ 'Kabushiki-gaisha Fuji Dorīmu Earainzu'?) es una aerolínea doméstica con sede en Makinohara, Shizuoka, Japón, con su base de operaciones en el Aeropuerto de Shizuoka. La aerolínea comenzó a operar el 23 de junio de 2009, desde su población natal de Shizuoka.

## Historia

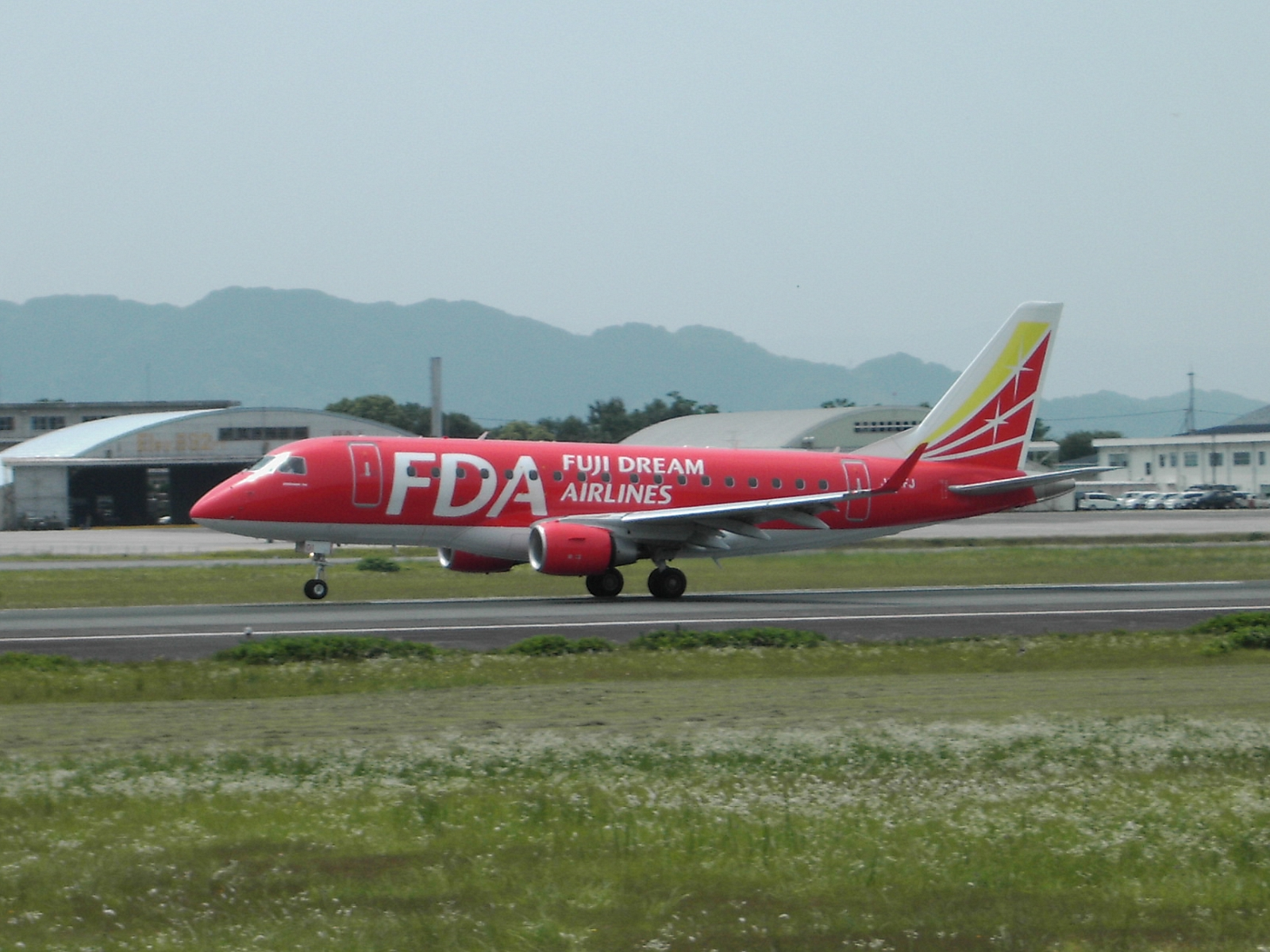
Embraer 170 (JA01FJ) de Fuji Dream Airlines con la librea roja en el Aeropuerto de Kumamoto.

Fuji Dream Airlines (FDA) fue fundada el 24 de junio de 2008, por el actual Presidente y CEO Yohei Suzuki, con un capital inicial de 450 millones ¥ . La aerolínea es una filial que es propiedad total de Suzuyo & Co., Ltd., cuyo negocio principal incluye transporte de carga tanto internacional como doméstico, operaciones portuarias y trámite aduanero;  almacenaje y distribución.
La matriz de FDA, Suzuyo & Co., Ltd., firmó un contrato de compra con Embraer el 30 de noviembre de 2007, por dos Embraer 170 E-Jets, con derecho de compra de un avión adicional más. El valor del contrato ha sido valorado en 87 millones US$, incluyendo la posibilidad de ejercer el derecho a compra. En ese momento, la aerolínea, todavía sin operaciones, ya era el segundo cliente de Embraer en Japón. El 27 de octubre de 2008, Embraer recibió el certificado de tipo de la Oficina de Aviación Civil de Japón (JCAB) para operar los Embraer 170 E-Jets en Japón y la aerolínea recibió su primer Embraer 170 el 20 de febrero de 2009. El nuevo avión estaba dotado de una configuración de 76 asientos en asientos de clase única. El 15 de junio de 2009, el contrato entre Embraer y la aerolínea fue renegociado, modificándolo para adquirir los Embraer 175 de 84 plazas, que fueron entregados en enero de 2010.

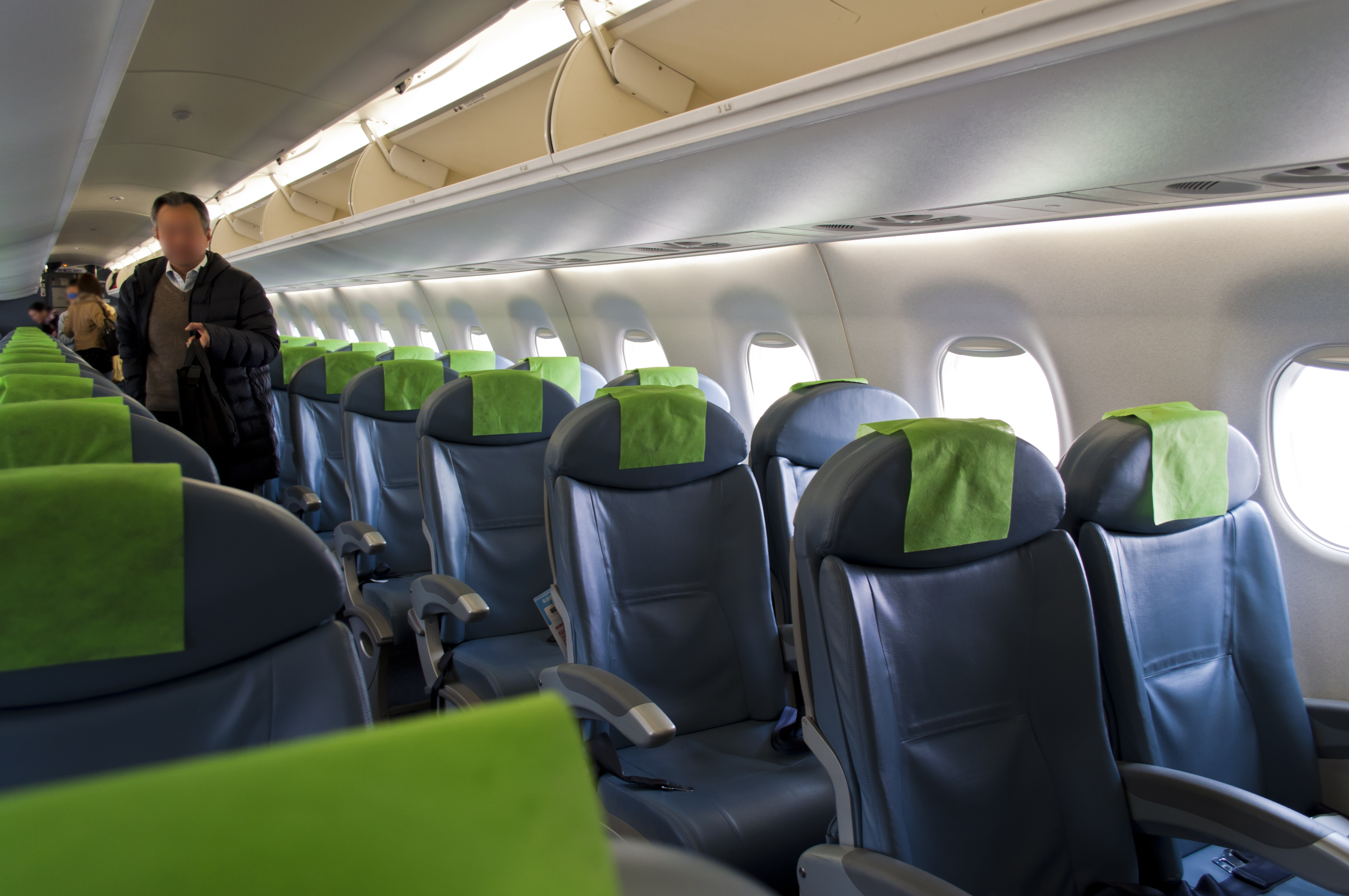
Interior de un Embraer E170 de Fuji Dream Airlines

La aerolínea se inauguró con su primer vuelo el 23 de julio de 2009. Sus operaciones se componen de dos vuelos semanales a Komatsu y un vuelo diario tanto a Kagoshima como a Kumamoto, desde su base de operaciones de Shizuoka. Desde el 1 de abril de 2010, la aerolínea comenzó a operar tres vuelos diarios a Fukuoka y un vuelo diario a Sapporo.

## Rutas
Fuji Dream Airlines opera las siguientes rutas (a 1 de junio de 2010):
- Aeropuerto de Shizuoka (Hub) - Aeropuerto de Komatsu
- Aeropuerto de Shizuoka - Aeropuerto de Kumamoto
- Aeropuerto de Shizuoka - Aeropuerto de Kagoshima
- Aeropuerto de Shizuoka - Aeropuerto de New Chitose
- Aeropuerto de Shizuoka - Aeropuerto de Fukuoka
- Aeropuerto de Matsumoto - Aeropuerto de New Chitose
- Aeropuerto de Matsumoto - Aeropuerto de Fukuoka
- Aeropuerto de Matsumoto - Aeropuerto de Shizuoka
- Aeropuerto de Nagoya - Aeropuerto de Fukuoka

## Flota

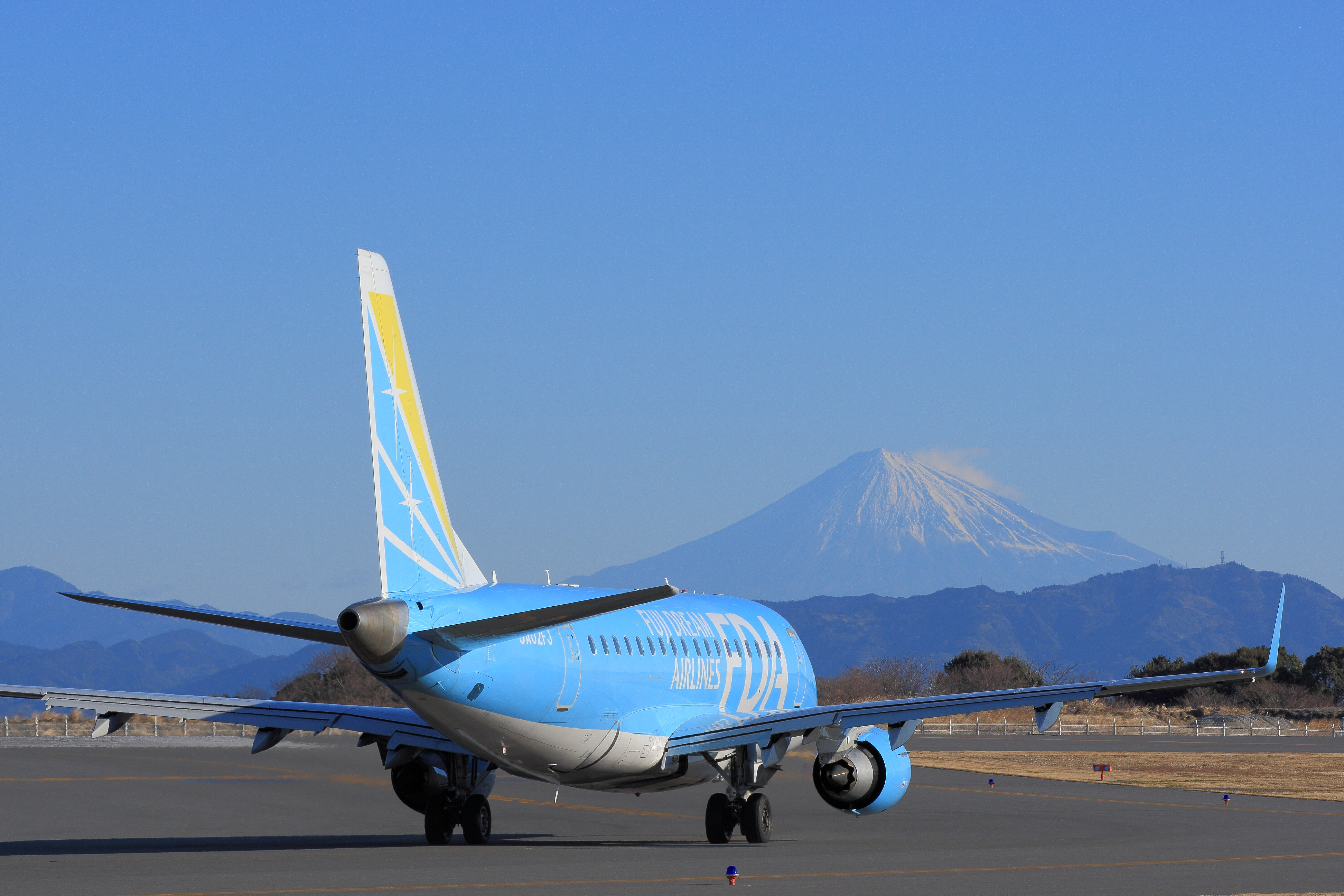
Embraer 170 (JA02FJ) de Fuji Dream Airlines con librea azul claro en el Aeropuerto de Shizuoka.

Fuji Dream Airlines opera aviones de fuselaje estrecho, configurados en clase única turista.
La flota de la Aerolínea posee a mayo de 2020 una edad promedio de: 5.9 años

## Servicios

### Cáterin de a bordo
Están disponibles botellas de te verde frío embotellado y tartas de té en los vuelos entre Shizuoka y Komatsu. El café, el té verde japonés, el zumo de manzana, el agua mineral y las tartas de té están disponibles en el resto de vuelos de la compañía.

### Entretenimiento en vuelo
La revista de la aerolínea Dream 3776 está disponible a bordo. El nombre de la revista deriva de la palabra 'dream' y de la altitud del Monte Fuji: 3776 m (12 388,5 pies).